# Francesco Agnoli
Francesco Agnoli (Bologna, 20 giugno 1974) è uno scrittore italiano.

## Biografia
Nato a Bologna il 20 giugno 1974, laureato in Lettere classiche e filosofia. Collabora con l'UPRA, ateneo pontificio romano, sui temi della scienza. 
Collabora con i quotidiani Avvenire, Il Foglio, La Verità e con il mensile Il Timone. Autore di numerosi saggi, ha ricevuto nel 2013 il premio "Una penna per la vita", promosso dalla facoltà di Bioetica dell'Ateneo Pontificio Regina Apostolorum, in collaborazione tra gli altri con la FNSI (Federazione Nazionale Stampa Italiana) e l'Ucsi (Unione Cattolica Stampa Italiana). Ha ottenuto una menzione d'onore per il suo saggio "La politica" al Premio Internazionale Semeria Casinò di Sanremo nel 2023. Ha insegnato Storia della Stampa presso l'Accademia trentina delle Belle Arti. 
Si dedica in particolare alla storia e alla filosofia della scienza, ed ha al suo attivo numerose interviste con scienziati di fama mondiale come Federico Faggin, Enrico Bombieri, Piero Benvenuti, segretario generale dell'Unione Astronomica mondiale, e molti altri. Ai grandi filosofi e ai pionieri della scienza ha dedicato svariati ritratti video. Nel 2023 ha pubblicato L'anima c'è e si vede. 18 prove che l'uomo non è solo materia (edizioni Il Timone) e La politica. Filosofie politiche, guerra, informazione disinformazione (Reverdito editore).

## Opere
- La filosofia della luce: dal Big Bang alle cattedrali, Edizioni Segno, gennaio 2002
- Storia dell'aborto nel mondo, Edizioni Segno, 2003
- Voglio una vita manipolata, Ares, 2005
- La fecondazione artificiale: quello che non vi vogliono dire, Edizioni Segno, gennaio 2005
- Conoscere il Novecento: la storia e le idee, Il cerchio, 2005
- Controriforme. Antidoti al pensiero scientista e nichilista, con prefazione di Antonio Socci ed appendice a cura di Assuntina Morresi, Fede & Cultura, gennaio 2006
- Roberto Grossatesta. La filosofia della luce, ESD-Edizioni Studio Domenicano, maggio 2007
- La liturgia tradizionale. Le ragioni del Motu Proprio sulla messa in latino, con Klaus Gamber, Fede & Cultura, 2007
- Chiesa sesso e morale, con Marco Luscia, SugarCo, 2008
- Dio questo sconosciuto. Riflessioni su scienza, storia e morale, SugarCo, 2008
- Storia dell'aborto, con Cinzia Baccaglini e Alessandro Pertosa, Fede & Cultura, 2008
- 1968, con Pucci Cipriani, Fede & Cultura, 2008
- Scritti di un pro-life. Dal divorzio a Eluana Englaro, Fede & Cultura, 2009
- Perché non possiamo essere atei. Il fallimento dell'ideologia che ha rifiutato Dio, Piemme, 2009
- Indagine sulla pedofilia nella Chiesa. Il diavolo insegna in seminario?, con Lorenzo Bertocchi e Luca Volonté, Fede & Cultura, 2010
- Storia del Movimento per la vita. Fra eroismi e cedimenti, Fede & Cultura, 2010
- Breve storia del Risorgimento, Solfanelli, 2011
- Chiesa e pedofilia. Colpe vere e presunte. Nemici interni ed esterni alla Barca di Pietro, con prefazione di Luigi Amicone, Cantagalli, gennaio 2011
- Novecento. Il secolo senza croce, SugarCo, 2011
- Sentinelle nel post-Concilio. Dieci testimoni controcorrente, con Lorenzo Bertocchi, Cantagalli, 2011
- Case di Dio e ospedali degli uomini. Perché, come e dove sono nati gli ospedali, Fede & Cultura, 2011
- Scienziati, dunque credenti. Come la Bibbia e la Chiesa hanno creato la scienza sperimentale, Cantagalli, aprile 2012
- Lazzaro Spallanzani e Gregor Mendel. Alle origini della Biologia e della Genetica, con Enzo Pennetta, Cantagalli, 2012
- Miracoli. L'irruzione del soprannaturale nella storia, con Giulia Tanel, La Fontana di Siloe, 2013
- La grande storia della carità, Cantagalli, 2013
- La forza della vita e dell'amore. Una testimonianza emozionante, con Rosa Moschini, Fede & Cultura, 2013
- Pensieri cristiani, Fede & Cultura, settembre 2013
- Scienziati in tonaca. Da Copernico, padre dell'eliocentrismo, a Lemaître, padre del Big Bang, con Andrea Bartelloni, La Fontana di Siloe, 2013
- Indagine sul cristianesimo. Come si è costruito il meglio della civiltà, La Fontana di Siloe, 2014
- Caccia alle streghe, Il Timone, 2014
- Perché non possiamo essere atei. Alla luce della scienza e della ragione, Gondolin, 2014
- Sorella morte corporale. La scienza e l'aldilà, La Fontana di Siloe, settembre 2014
- La forza della preghiera nelle parole degli scienziati, Fede & Cultura, marzo 2015
- Creazione ed evoluzione: dalla geologia alla cosmologia. Stenoné, Wallace e Lemaître, Cantagalli, 2015
- Filosofia, religione, politica in Einstein, ESD-Edizioni Studio Domenicano, dicembre 2015
- Leonardo Eulero "il" matematico dell'età illuminista. Un grande scienziato contro Voltaire e i philosophes materialisti, Cantagalli, aprile 2016
- L'uomo che poteva costruire la bomba. Il fisico Werner Heisenberg boicottò l'atomica di Hitler?, Gondolin, 2016
- Il misticismo dei matematici. Da Pitagora al Computer, Cantagalli, aprile 2017
- Lo splendore che ci trascende. Alexander Grothendieck, l'Einstein della matematica alla ricerca di Dio, con appendice a cura di Francesco Malaspina, Gondolin, settembre 2017
- Gli Scienziati davanti al mistero dell'Uomo e del Cosmo. Piccoli dialoghi su grandi temi, Dominus Production, gennaio 2018
- Dieci brevi lezioni di filosofia. L'essenziale è invisibile agli occhi, Gondolin, Verona, 2018
- La metà del cielo. Breve storia alternativa delle donne (con Maria Cristina Del Poggetto), La Vela, Pisa, 2019.
- Donne che hanno fatto la storia. Una storia alternativa dell'altra metà del cielo (con Maria Cristina Del Poggetto), Gondolin, Verona, 2020
- Alcide Degasperi. Vita e pensiero di un antifascista che sconfisse le sinistre, Cantagalli, Siena, 2021.
- L'anima c'è e si vede. 18 prove che l'uomo non è solo materia, Il Timone, Milano, 2023.
- La politica. Filosofie politiche, guerra, informazione disinformazione, Reverdito, Trento, 2023.
- Hitler l'anticristo. La La guerra del Fuhrer alla chiesa e ai cattolici, Il Timone, Milano, 2024.